# Chandler Bing
Chandler Muriel Bing (8 april 1968) is een personage uit de televisieserie Friends, gespeeld door Matthew Perry.

## Biografie
Chandler is de zoon van Nora Tyler Bing (gespeeld door Morgan Fairchild in 4 afleveringen), een bekende schrijfster van erotische romans, en Charles Bing (Kathleen Turner), zijn homoseksuele vader die een travestiet is en in Las Vegas zijn eigen zang- en dansshow heeft: "Viva las Gay-gas", waar hij bekendstaat als Helena Handbasket. Zijn ouders zijn al sinds Chandlers jeugd een pijnpunt voor hem, vooral zijn vader. Zijn ouders scheidden met Thanksgiving toen hij 9 jaar was, waar hij traumatische gevoelens aan overhield.
Op de universiteit is hij de kamergenoot van Ross Geller (David Schwimmer), die hem mee naar huis neemt voor Thanksgiving. Daar ontmoet hij de "mollige" Monica Geller (Courteney Cox), het "kleine" zusje van Ross, en haar vriendin Rachel Green (Jennifer Aniston). Chandler noemt Monica dik, waarop zij wraak wil nemen en op dieet gaat. Als Chandler het daaropvolgende jaar weer bij de Gellers thuis is voor Thanksgiving, is Monica erg afgeslankt en wil zij hem verleiden om hem vervolgens naakt buiten te sluiten en hem zo te vernederen. Ze stelt voor het speciale Thanksgivingdiner van Chandler klaar te maken (hij weigert normaal mee te eten met het Thanksgiving-diner, omdat zijn ouders hem tijdens Thanksgiving vertelden te zullen scheiden) en laat per ongeluk een mes vallen dat door de schoen van Chandler gaat en een stuk van de kleine teen van zijn rechtervoet afhakt (zie: The One with all the Thanksgivings).
Later trok hij in in appartement 19, tegenover het appartement van Monica en Phoebe Buffay (Lisa Kudrow). Toen deelde hij een appartement met (de ongeziene) Kip, later trok de onverantwoordelijke veelvraat Joey Tribbiani (Matt LeBlanc) bij hem in. Door een gewonnen weddenschap verhuizen de jongens tijdelijk naar het appartement van Monica, die op dat moment haar appartement deelt met Rachel. Terwijl Chandler en Joey later weg zijn, verhuizen de meiden alles terug en omdat Joey weigert om alles opnieuw te verhuizen, blijft de situatie ongewijzigd. In The One with Phoebe’s Husband vertelt Monica dat Chandler een derde tepel ("nubbin") heeft, omdat Chandler aan Phoebe heeft verteld dat Monica seks had op het balkon. De vrienden lachen om en plagen Chandler met zijn derde tepel. Chandlers vriendin op dat moment vindt het bizar, waardoor Chandler het weg laat halen. Na de ingreep denkt hij zijn gevoel voor humor kwijt te zijn. Als kind plaste Chandler in bed (vooral na het nieuws van de scheiding van zijn ouders).
Zijn verjaardag is hoogstwaarschijnlijk in de eerste helft van april. In een aflevering met een verjaardagsfeestje (op 8 april) voor Rachel, die pas op 5 mei verjaart, zegt ze dat Chandler zelfs nog voor haar verjaart. In The One with Unagi (speelt zich af op 24 februari), zegt Monica dat Chandlers verjaardag over anderhalve maand is, dus in de eerste helft van april. Zijn sterrenbeeld is Ram.
Chandler heeft het niet zo begrepen op lichamelijke inspanning. Toch gaat hij vaak naar ijshockey-, football- en baseballwedstrijden. Hij speelt vaak squash met Ross.
Hij wordt ervan verdacht homoseksueel te zijn door zijn collega’s en zijn vrienden. Hij zegt ook vaak dingen die vrij vreemd overkomen zoals: If I were a guy... Did I just say, IF I were a guy?. In één bepaalde aflevering wil Chandler stoppen met roken door middel van een hypnosebandje. Dat bandje werd gemaakt voor vrouwen (You are a strong, confident woman). Na het een paar keer te hebben opgezet in zijn slaap, vertoont Chandler enkele vrouwelijke trekjes, zoals het aanbrengen van lippenzalf en vervolgens het overschot met een tissue eraf halen en uit de badkamer komen met een handdoek rond zijn lichaam gewikkeld en een handdoek rond zijn hoofd gewikkeld, in de vorm van een tulband.
Chandler doet alsof hij zijn eigen naam haat en hij deze zelfs wil laten veranderen. Hierdoor wil Phoebe hem overtuigen zijn naam te houden door te beloven een kind van haar drieling Chandler te zullen noemen. Bij de geboorte blijkt echter dat het een meisje is, zij wordt alsnog Chandler genoemd.

## Relaties
- Hij heeft een knipperlichtrelatie met de ietwat irritante Janice Litman-Goralnick (Maggie Wheeler), die vaak in de reeks terugkomt, meestal aangekondigd door het bekende: Oh... my... god (met pauzes tussen de woorden en met haar handen flapperend). De eerste keer dat Chandler het met haar uitmaakt is in The One With the East German Laundry Detergent, maar later worden ze toch nog verschillende keren een koppel.
- Tijdens de nacht voor het huwelijk van Ross met Emily slaapt Chandler met de op dat moment dronken Monica, die van slag is doordat iemand haar had gefeliciteerd met "haar zoon Ross". Terug in New York blijven ze stiekem met elkaar omgaan. De eerste die het te weten komt is Joey, die het een tijdje mee geheimhoudt, maar al snel komt iedereen het te weten. Vooral Ross is geschokt door het nieuws. Ze gaan samenwonen (seizoen 6) en Rachel trekt uit het appartement. In seizoen 7 trouwen Monica en Chandler. Joey is hun priester, hij werd gewijd via het internet. Chandler is geïntimideerd door Richard (Tom Selleck), een van Monica’s ex-vriendjes. Lange tijd proberen ze zwanger te geraken, maar het lukt niet. Uiteindelijk besluiten ze een kind te adopteren, later blijkt dat het een tweeling is, Jack en Erica Bing.

In The One That Could Have Been (een alternatieve dubbele aflevering) waarin Monica nog dik is en Chandler strips tekent, worden ze uiteindelijk toch ook verliefd.

## Werk
Chandler is electronic data-processor (statistical analysis and data reconfiguration), maar niemand kan onthouden wat hij doet. Eigenlijk vindt hij zijn baan zinloos, hoewel hij er duidelijk goed in is. Zo begint hij in een klein hokje maar wordt hij al snel gepromoveerd tot afdelingschef. Wanneer hij ontslag neemt om uit te zoeken wat hij echt wil doen, krijgt hij opslag en een eigen kantoor aangeboden en blijft toch bij zijn oude werkgever werken. Hij kan moeilijk nee zeggen en bovendien weet hij niet wat hij dan anders moet: een competentietest wijst uit dat hij het beste is in dataprocessing voor grote ondernemingen.
Door in te slapen op een vergadering stemt Chandler ermee in om in Tulsa te gaan werken, maar Monica gaat hiermee niet akkoord. Hij reist een tijdje over en weer, maar wanneer hij zelfs met Kerst en Oud en Nieuw in Tulsa moet blijven werken is dat de druppel en neemt Chandler uiteindelijk toch ontslag om opnieuw te beginnen in de reclamewereld.
Bij de voorbereiding van het huwelijk tussen Chandler en Monica komen we te weten dat Chandler veel spaargeld heeft (enough for wedding scenario A). Hij wil het geld gebruiken om een huis te kopen, maar geeft later toe aan Monica’s wens om het te gebruiken voor haar droomhuwelijk.

## Janice Litman-Goralnik
Janice trouwt met "The Mattress King", maar als die haar bedriegt met zijn secretaresse, neemt zij haar toevlucht tot een chatroom en spreekt zo onwetend af met Chandler. Tot in seizoen 3 zijn ze weer samen, maar Joey wordt gek van haar. Hij beschrijft hoe elke keer als ze lacht, hij zijn eigen arm wil uitrukken just so I have something to throw at her!. Om Chandler een plezier te doen, probeert hij met Janice bevriend te raken, tijdens "Joey and Janice’s day of fun!", maar dit mislukt. In The One with the Race Car Bed ziet Joey Janice kussen met the Matress King, haar ex-man. Joey vertelt het Chandler, die Janice ermee confronteert. Chandler laat Janice gaan, omdat ze zo een kans heeft om de relatie met de vader van haar kind voort te zetten.
In een zeer memorabele aflevering probeert hij het uit te maken met Janice door haar wijs te maken dat hij naar Jemen verhuist ("15 Yemen Road, Yemen"). Janice vergezelt hem naar het vliegveld en achtervolgt hem zo lang tot hij ook echt op het vliegtuig naar Jemen zit. In seizoen 5 heeft Ross een affaire met Janice.
Monica nodigt haar per ongeluk uit op hun huwelijk, waar ze haar vertelt dat ze niet mag komen omdat Chandler stiekem nog gevoelens heeft voor haar. Janice duikt nog regelmatig op in de serie. Wanneer Rachel bevalt van Emma, moet Janice ook bevallen (ze grapt zelfs dat het kind van Chandler is, die helemaal geschokt reageert, voordat ze hem vertelt dat het maar een grap was). Ook wanneer Chandler en Monica hun perfecte huis kopen, en bij het huis van de buren (dat ook te koop staat) langsgaan, duikt Janice op, maar gelukkig koopt ze het huis uiteindelijk niet (overtuigd door Chandler die haar wijsmaakt dat hij altijd van haar heeft gehouden, maar ze niet beiden hun huwelijk kunnen verpesten). Chandler kust Janice hier voor het laatst.
Janice komt voor in elk seizoen, behalve seizoen 6, waar we enkel haar stem op een bandje horen.

## Vriendschap met Joey Tribbiani
Chandlers beste vriend is zijn kamergenoot, Joey. Samen beleven ze vele gekke avonturen, zoals wanneer ze een kuiken en een eend genaamd Chick en Duck kopen. Ook vervangen ze hun eettafel door een tafelvoetbaltafel, waarmee ze vaak spelen. Hij werd bevriend met Joey toen hij een kamergenoot wilde.
In de laatste aflevering raken het nieuwe kuiken (Chick Jr.) en de nieuwe eend (Duck Jr.) (een cadeau van Joey voor het nieuwe huis van Chandler en Monica) vast te zitten in de tafelvoetbaltafel, waardoor deze opengebroken moet worden. De vrienden krijgen het echter niet over hun hart, maar Monica neemt de taak graag op zich.
Joey heeft een doe-het-zelfperiode gehad, waarbij hij een tv-kast bouwde, die uiteindelijk te groot uitviel en niet meer tussen de deuren paste. De kast blokkeert een tijdje de deuren van beide slaapkamers. In deze periode zaagt hij ook per ongeluk de deur van Chandlers kamer in tweeën. Chandler raakt geïrriteerd door de "ongelukjes" en dwingt Joey de kast te verkopen. Joey wordt vastgezet in de kast, terwijl hun hele inboedel gestolen wordt.
Chandler onderhoudt Joey, die geen vast inkomen heeft door zijn baan als acteur. In de alternatieve aflevering (The One that Could Have Been) wordt dit omgedraaid: Chandler vindt geen krant die zijn strips wil publiceren en Joey (een grote tv-ster) vraagt hem om zijn assistent te zijn, waarbij Joey hem dingen laat doen als: "wear in new pants. Pick up vitamins. Teach me how to spell 'vitamins'"
Nadat Joey werd aangenomen om Dr. Drake Ramoray te spelen in Days of our Lives, besluit hij alleen te gaan wonen en beiden treuren hierover. Chandler deelt zijn appartement met Eddie, die nogal gek is en wanneer Joeys personage sterft, trekt hij terug in bij Chandler. Chandler trekt in bij Monica, maar blijft zeer goed bevriend met Joey, die aan de overkant van de gang woont. Aan de vooravond van zijn vertrek wil Chandler Joey geld geven, maar Joey weigert het aan te nemen. Chandler vindt hierdoor het spelletje "Cups" uit. Monica en Chandler verhuizen uiteindelijk naar Westchester, maar ze houden rekening met Joey, door een "Joeyroom" te hebben.

## Gevoel voor humor
Chandler staat vooral bekend om zijn sarcastische opmerkingen over elke gebeurtenis, een afweermechanisme dat hij gebruikt sinds de scheiding van zijn ouders.
Hij gebruikt vaak retorische vragen, in de vorm van Could this be any more... ?, met duidelijke nadruk op de "be". Hierom lachen zijn vrienden vaak.
In een aflevering waarin hij wordt uitgedaagd geen sarcastische opmerkingen meer te maken, gaat Ross uit met Elizabeth Hornswoggle. Uiteindelijk breekt Chandler en laat hij alle opgespaarde grapjes ineens uit zijn gedachten, waarna hij kreunend van genot van de bevrijding van alle sarcastische energie in een zetel zakt. In seizoen 9 is Chandler jaloers op een collega van Monica, als zij zegt dat die de grappigste kerel is die zij kent. Zij snapt niet waarom Chandler hierom kwaad is, maar Joey en Ross vertellen haar dat grappig zijn het enige is dat Chandler heeft, behalve "lame with women".
Veel fans van Friends gebruiken de typische Chandler-grapjes ook in het echte leven.
Bedenkers: Marta Kauffman · David Crane 

Friends: Rachel Green (Jennifer Aniston) · Monica Geller (Courteney Cox) · Ross Geller (David Schwimmer) · Phoebe Buffay (Lisa Kudrow) · Chandler Bing (Matthew Perry) · Joey Tribbiani (Matt LeBlanc)

Nevenpersonages: Gunther (James Michael Tyler) · Janice Litman-Goralnick (Maggie Wheeler) · Mike Hannigan (Paul Rudd) · Ben Geller (Cole Sprouse) · Jack Geller (Elliott Gould) · Judy Geller (Christina Pickles)

Titelsong: The Rembrandts - I'll Be There for You 

Spin-off: Joey (afleveringen)

Overig: Central Perk · gastrollen · afleveringen